# Championnats de France de cyclisme sur route 2022
Les championnats de France de cyclisme sur route 2022 se déroulent du 23 au 26 juin 2022, pour les épreuves élites à Cholet, et du 9 au 13 août 2022, pour les épreuves Avenir à Saint-Hilaire-du-Harcouët/Saint-Martin-de-Landelles.

## Programme

### Élite
Le programme des épreuves élites disputées à Cholet est le suivant, :
- Jeudi 23 juin
  - Contre-la-montre individuel - Élites femmes : 25,3 km
  - Contre-la-montre individuel - Élites hommes (professionnels et amateurs) : 44,3 km
- Samedi 25 juin
  - Course en ligne - Élites hommes (amateurs) : 160 km (8 tours)
  - Course en ligne - Élites femmes : 120 km (6 tours)
- Dimanche 26 juin
  - Course en ligne - Élites hommes (professionnels) : 240 km (12 tours)

### Avenir
Le programme des épreuves Avenir disputées à St-Hilaire-du-Harcouët/Saint-Martin-de-Landelles est le suivant :
- Mardi 9 août
  - Contre-la-montre par équipe en relais - Juniors mixte : 18,5 km x2
- Mercredi 10 août
  - Course en ligne - Espoirs femmes : 100 km (8 tours)
  - Course en ligne - Espoirs hommes : 162 km (13 tours)
- Jeudi 11 août
  - Contre-la-montre individuel - Juniors femmes : 18,9 km
  - Contre-la-montre individuel - Juniors hommes : 18,9 km
  - Contre-la-montre individuel - Espoirs femmes : 18,9 km
  - Contre-la-montre individuel - Espoirs hommes : 18,9 km
- Vendredi 12 août
  - Course en ligne - Minimes & Cadettes : 50 km (4 tours)
  - Course en ligne - Juniors hommes : 125 km (10 tours)
  - Course en ligne - Juniors femmes : 75 km (6 tours)
- Samedi 13 août
  - Course en ligne - Cadets : 75 km (6 tours)

## Parcours
- Élite

Les différentes courses en ligne se déroulent sur un circuit de 20 kilomètres à parcourir entre 6 et 12 fois selon les épreuves. Ce circuit est dépourvu d'ascension, ce qui favorise une arrivée en sprint massif,.
- Avenir

Les contre-la-montre sont longs de 18,9 km tandis que les courses en ligne ont lieu sur un circuit de 12,5 km.

## Podiums Elites

### Hommes
- Élites professionnels

| Épreuves         | Or               | Argent         | Bronze          |
| ---------------- | ---------------- | -------------- | --------------- |
| Course en ligne  | Florian Sénéchal | Anthony Turgis | Axel Zingle     |
| Contre-la-montre | Bruno Armirail   | Rémi Cavagna   | Benjamin Thomas |

- Élites amateurs

| Épreuves         | Or              | Argent             | Bronze              |
| ---------------- | --------------- | ------------------ | ------------------- |
| Course en ligne  | Mattéo Vercher  | Mickaël Guichard   | Maximilien Juillard |
| Contre-la-montre | Antoine Devanne | Corentin Ermenault | Pierre Thierry      |

### Femmes
| Épreuves         | Or                  | Argent          | Bronze          |
| ---------------- | ------------------- | --------------- | --------------- |
| Course en ligne  | Audrey Cordon-Ragot | Gladys Verhulst | Noémie Abgrall  |
| Contre-la-montre | Audrey Cordon-Ragot | Juliette Labous | Cédrine Kerbaol |

## Podiums Avenir

### Hommes
| Épreuves                   | Or                 | Argent           | Bronze           |
| -------------------------- | ------------------ | ---------------- | ---------------- |
| Course en ligne - espoirs  | Nicolas Breuillard | Théo Degache     | Romain Grégoire  |
| Contre-la-montre - espoirs | Eddy Le Huitouze   | Romain Grégoire  | Pierre Thierry   |
| Course en ligne - juniors  | Antoine L'Hote     | Matys Grisel     | Lenaïc Langella  |
| Contre-la-montre - juniors | Thibaud Gruel      | Estevan Delaunay | Titouan Fontaine |
| Course en ligne - cadets   | Johan Chardon      | Aurélien Kayser  | Vincent Lebon    |

### Femmes
| Épreuves                           | Or                 | Argent            | Bronze            |
| ---------------------------------- | ------------------ | ----------------- | ----------------- |
| Course en ligne - espoirs          | Amandine Fouquenet | Dilyxine Miermont | Line Burquier     |
| Contre-la-montre - espoirs         | Célia Le Mouel     | Marine Allione    | Dilyxine Miermont |
| Course en ligne - juniors          | Titia Ryo          | Lise Ménage       | Alizée Rigaux     |
| Contre-la-montre - juniors         | Églantine Rayer    | Ambre Radadi      | Julie Bego        |
| Course en ligne - minimes/cadettes | Célia Gery         | Léane Tabu        | Amandine Muller   |

### Mixte
| Épreuves               | Or | Argent | Bronze |
| ---------------------- | --- | --- | --- |
| Relais mixte - juniors | Comité Bretagne - Alizée Rigaux - Titia Ryo - Maurène Trégouët - Victor Dattin - Baptiste Gillet - Antoine Hue | Comité Normandie - Marion Bunel - Lise Klaës - Églantine Rayer - Samuel Lebreton - Léandre Lozouet - Romain Noël | Comité Centre-Val de Loire - Clémence Chéreau - Aurore Pernollet - Léane Tabu - Gabriel Coulondre - Gabin Ducournau - Florian Gaillard |